# Томарський сільський округ
Тома́рський сільський округ (каз. Томар ауылдық округі, рос. Томарский сельский округ) — адміністративна одиниця у складі Каркаралінського району Карагандинської області Казахстану. Адміністративний центр та єдиний населений пункт — село Томар.
Населення — 553 особи (2021; 955 у 2009, 1323 у 1999, 1414 у 1989).
Станом на 1989 рік існувала Томарська сільська рада (села Акжарик, Томар). 2007 року було ліквідовано село Токилдак.

## Склад
До складу округу входять такі населені пункти:
| Населений пункт | Населення, осіб (1989) | Населення, осіб (1999) | Населення, осіб (2009) | Населення, осіб (2021) |
| --------------- | ---------------------- | ---------------------- | ---------------------- | ---------------------- |
| Акжарик, село   | 153                    | 55                     | -                      | -                      |
| Токилдак, село  | -                      | 186                    | -                      | -                      |
| Томар, село     | 1261                   | 1082                   | 955                    | 553                    |